# Prem"jer-liha 2016-2017
La Prem"jer-liha 2016-2017 è stata la 26ª edizione della massima serie del campionato ucraino di calcio. La stagione è iniziata il 23 luglio 2016 e si è conclusa il 31 maggio 2017. Lo Šachtar ha vinto il torneo per la decima volta, per la prima volta senza subire sconfitte nella stagione regolare.

## Stagione

### Novità
Dalla Prem"jer-liha 2015-2016 sono state escluse Metalist, Hoverla e Metalurh Zaporižžja. Dalla Perša Liha è stato promosso lo Zirka. A causa della crisi in Ucraina nelle oblast' di Donec'k e Luhans'k il numero delle squadre è stato ridotto da 14 a 12.

### Formato
Il campionato si svolge in due fasi: nella prima le dodici squadre si affrontano in un girone di andata e ritorno, per un totale di 22 giornate. Successivamente le squadre vengono divise in due gruppi in base alla classifica: le prime sei formano un nuovo girone e competono per il titolo e la qualificazione alle competizioni europee; le ultime sei invece lottano per non retrocedere in Perša Liha.
Al termine della competizione, la squadra prima classificata diventerà campione d'Ucraina e si qualificherà alla fase a gironi della UEFA Champions League 2017-2018. La seconda classificata sarà ammessa al terzo turno preliminare della UEFA Champions League 2017-2018. Le squadre classificate dal terzo al quinto posto si qualificheranno alla UEFA Europa League 2017-2018, la terza direttamente alla fase a gironi e le altre due al terzo turno preliminare.

## Squadre partecipanti
| Club              | Stagione | Città         | Stadio                      | Stagione 2015-2016         |
| ----------------- | -------- | ------------- | --------------------------- | -------------------------- |
| Čornomorec'       | dettagli | Odessa        | Stadio Čornomorec'          | 11º posto in Prem"jer-liha |
| Dinamo Kiev       | dettagli | Kiev          | Stadio Olimpico di Kiev     | Campione di Ucraina        |
| Dnipro            | dettagli | Dnipro        | Dnipro Arena                | 3º posto in Prem"jer-liha  |
| Karpaty           | dettagli | Leopoli       | Stadio Ucraina              | 7º posto in Prem"jer-liha  |
| Oleksandrija      | dettagli | Oleksandrija  | CSC Nika Stadium            | 6º posto in Prem"jer-liha  |
| Olimpik Donec'k   | dettagli | Donec'k       | Stadio Juvilejnyj (Sumy)    | 9º posto in Prem"jer-liha  |
| Šachtar           | dettagli | Donec'k       | Arena L'viv (Leopoli)       | 2º posto in Prem"jer-liha  |
| Stal' Kam"jans'ke | dettagli | Kam"jans'ke   | Stadio Meteor (Dnipro)      | 8º posto in Prem"jer-liha  |
| Volyn'            | dettagli | Luc'k         | Stadio Avanhard             | 12º posto in Prem"jer-liha |
| Vorskla           | dettagli | Poltava       | Stadio Vorskla              | 5º posto in Prem"jer-liha  |
| Zirka             | dettagli | Kropyvnyc'kyj | Zirka Stadium               | 1º posto in Perša Liha     |
| Zorja             | dettagli | Luhans'k      | Slavutyč-Arena (Zaporižžja) | 4º posto in Prem"jer-liha  |

## Prima fase

### Classifica
|  | Pos. | Squadra                | Pt | G  | V  | N  | P  | GF | GS | DR  |
|  | ---- | ---------------------- | -- | -- | -- | -- | -- | -- | -- | --- |
|  | 1.   | Šachtar                | 60 | 22 | 19 | 3  | 0  | 47 | 14 | +33 |
|  | 2.   | Dinamo Kiev            | 46 | 22 | 14 | 4  | 4  | 43 | 23 | +20 |
|  | 3.   | Zorja                  | 40 | 22 | 12 | 4  | 6  | 34 | 21 | +13 |
|  | 4.   | Olimpik Donec'k        | 34 | 22 | 9  | 7  | 6  | 28 | 30 | -2  |
|  | 5.   | Oleksandrija           | 33 | 22 | 9  | 6  | 7  | 37 | 28 | +9  |
|  | 6.   | Čornomorec'            | 27 | 22 | 7  | 6  | 9  | 17 | 23 | -6  |
|  | 7.   | Vorskla                | 24 | 22 | 6  | 6  | 10 | 24 | 28 | -4  |
|  | 8.   | Stal' Dniprodzeržyns'k | 24 | 22 | 6  | 6  | 10 | 20 | 25 | -5  |
|  | 9.   | Zirka                  | 23 | 22 | 6  | 5  | 11 | 20 | 33 | -13 |
|  | 10.  | Karpaty                | 13 | 22 | 4  | 7  | 11 | 21 | 30 | -9  |
|  | 11.  | Volyn'                 | 10 | 22 | 2  | 4  | 16 | 13 | 40 | -27 |
|  | 12.  | Dnipro                 | 10 | 22 | 4  | 10 | 8  | 21 | 30 | -9  |

Legenda:
      Ammesse alla poule scudetto
      Ammesse alla poule retrocessione
Note:
Tre punti a vittoria, uno a pareggio, zero a sconfitta.
In caso di arrivo di due o più squadre a pari punti, la graduatoria verrà stilata secondo la classifica avulsa tra le squadre interessate.

### Risultati
|                   | Čor  | DKi  | Dni  | Kar  | Ole  | Oli  | Šac  | Stal | Vol  | Vor  | Zir  | Zor  |
| ----------------- | ---- | ---- | ---- | ---- | ---- | ---- | ---- | ---- | ---- | ---- | ---- | ---- |
| Čornomorec'       | –––– | 1-1  | 0-0  | 1-0  | 1-0  | 3-0  | 1-4  | 0-1  | 0-0  | 1-2  | 2-1  | 0-0  |
| Dinamo Kiev       | 2-1  | –––– | 1-0  | 4-1  | 5-1  | 1-0  | 3-4  | 2-1  | 2-1  | 0-2  | 2-0  | 0-1  |
| Dnipro            | 1-1  | 1-2  | –––– | 0-0  | 1-4  | 1-1  | 0-2  | 1-1  | 5-0  | 1-1  | 0-1  | 2-0  |
| Karpaty           | 0-0  | 0-2  | 1-1  | –––– | 1-0  | 0-2  | 2-3  | 0-1  | 2-1  | 1-0  | 2-3  | 2-2  |
| Oleksandrija      | 2-1  | 1-1  | 0-0  | 3-2  | –––– | 1-1  | 1-2  | 2-0  | 6-0  | 3-2  | 4-0  | 0-1  |
| Olimpik Donec'k   | 1-0  | 0-4  | 3-0  | 0-0  | 0-2  | –––– | 1-1  | 0-0  | 2-1  | 3-2  | 4-2  | 0-2  |
| Šachtar           | 2-0  | 1-1  | 4-0  | 2-1  | 1-0  | 1-1  | –––– | 2-0  | 3-0  | 2-1  | 4-1  | 1-0  |
| Stal' Kam"jans'ke | 1-2  | 1-2  | 1-1  | 0-3  | 4-1  | 2-3  | 0-1  | –––– | 1-0  | 0-1  | 3-0  | 0-2  |
| Volyn'            | 0-1  | 1-4  | 3-0  | 1-1  | 1-1  | 2-2  | 0-1  | 0-1  | –––– | 0-1  | 1-0  | 0-1  |
| Vorskla           | 1-0  | 2-2  | 1-2  | 1-1  | 2-2  | 1-2  | 0-1  | 0-0  | 2-1  | –––– | 0-0  | 1-2  |
| Zirka             | 0-1  | 2-0  | 1-1  | 1-0  | 1-1  | 1-2  | 0-3  | 0-0  | 2-0  | 2-0  | –––– | 1-1  |
| Zorja             | 4-0  | 1-2  | 2-3  | 2-1  | 1-2  | 3-0  | 1-2  | 2-2  | 2-0  | 2-1  | 2-1  | –––– |

## Poule Scudetto

### Classifica
|                    | Pos. | Squadra         | Pt | G  | V  | N  | P  | GF | GS | DR  |
| ------------------ | ---- | --------------- | -- | -- | -- | -- | -- | -- | -- | --- |
| Ucraina (bandiera) | 1.   | Šachtar         | 80 | 32 | 25 | 5  | 2  | 66 | 24 | +42 |
|                    | 2.   | Dinamo Kiev     | 67 | 32 | 21 | 4  | 7  | 69 | 33 | +36 |
|                    | 3.   | Zorja           | 54 | 32 | 16 | 6  | 10 | 45 | 31 | +14 |
|                    | 4.   | Olimpik Donec'k | 44 | 32 | 11 | 11 | 10 | 33 | 44 | -11 |
|                    | 5.   | Oleksandrija    | 40 | 32 | 10 | 10 | 12 | 41 | 43 | -2  |
|                    | 6.   | Čornomorec'     | 38 | 32 | 10 | 8  | 14 | 25 | 37 | -12 |

Legenda:
      Campione di Ucraina e ammessa alla UEFA Champions League 2017-2018
      Ammessa alla UEFA Champions League 2017-2018
      Ammesse alla UEFA Europa League 2017-2018
Note:
Tre punti a vittoria, uno a pareggio, zero a sconfitta.
In caso di arrivo di due o più squadre a pari punti, la graduatoria verrà stilata secondo la classifica avulsa tra le squadre interessate.

### Risultati
|                 | Čor  | DKi  | Ole  | Oli  | Šac  | Zor  |
| --------------- | ---- | ---- | ---- | ---- | ---- | ---- |
| Čornomorec'     | –––– | 1-4  | 1-0  | 0-0  | 0-3  | 0-1  |
| Dinamo Kiev     | 2-1  | –––– | 6-0  | 4-0  | 0-1  | 1-2  |
| Oleksandrija    | 1-1  | 1-4  | –––– | 1-0  | 1-1  | 0-0  |
| Olimpik Donec'k | 1-0  | 2-1  | 0-0  | –––– | 0-4  | 1-1  |
| Šachtar         | 1-2  | 2-3  | 1-0  | 1-1  | –––– | 3-2  |
| Zorja           | 1-2  | 0-1  | 1-0  | 2-0  | 1-2  | –––– |

## Poule Retrocessione

### Classifica
|  | Pos. | Squadra                | Pt | G  | V  | N  | P  | GF | GS | DR  |
|  | ---- | ---------------------- | -- | -- | -- | -- | -- | -- | -- | --- |
|  | 7.   | Vorskla                | 42 | 32 | 11 | 9  | 12 | 32 | 32 | 0   |
|  | 8.   | Stal' Dniprodzeržyns'k | 41 | 32 | 11 | 8  | 13 | 27 | 31 | -4  |
|  | 9.   | Zirka                  | 34 | 32 | 9  | 7  | 16 | 29 | 43 | -14 |
|  | 10.  | Karpaty                | 30 | 32 | 9  | 9  | 14 | 35 | 41 | -6  |
|  | 11.  | Dnipro                 | 13 | 32 | 8  | 13 | 11 | 31 | 40 | -9  |
|  | 12.  | Volyn'                 | 10 | 32 | 4  | 4  | 24 | 17 | 51 | -34 |

Legenda:
      Retrocessa in Druha Liha 2017-2018
      Retrocessa in Perša Liha 2017-2018
Note:
Tre punti a vittoria, uno a pareggio, zero a sconfitta.
In caso di arrivo di due o più squadre a pari punti, la graduatoria verrà stilata secondo la classifica avulsa tra le squadre interessate.

### Risultati
|                   | Dni  | Kar  | Stal | Vol  | Vor  | Zir  |
| ----------------- | ---- | ---- | ---- | ---- | ---- | ---- |
| Dnipro            | –––– | 2-3  | 0-0  | 0-3  | 2-0  | 1-0  |
| Karpaty           | 2-2  | –––– | 2-0  | 1-0  | 0-1  | 2-1  |
| Stal' Kam"jans'ke | 0-1  | 2-1  | –––– | 2-0  | 0-0  | 1-0  |
| Volyn'            | 0-1  | 0-1  | 0-1  | –––– | 0-1  | 1-0  |
| Vorskla           | 1-0  | 0-0  | 2-0  | 2-0  | –––– | 1-1  |
| Zirka             | 1-1  | 3-2  | 0-1  | 2-0  | 1-0  | –––– |

## Statistiche

### Squadre

#### Capoliste solitarie
- Dalla 6ª giornata:  Šachtar

### Individuali

#### Classifica marcatori
| Gol | Rigori |  | Giocatore              | Squadra                   |
| --- | ------ |  | ---------------------- | ------------------------- |
| 15  | 5      |  | Andrij Jarmolenko      | Dinamo Kiev               |
| 13  | 1      |  | Facundo Ferreyra       | Šachtar                   |
| 11  | 0      |  | Gustavo Blanco Leschuk | Karpaty (7) / Šachtar (4) |